# Gasthof Sollner Hof
Der Gasthof Sollner Hof ist ein denkmalgeschütztes Bauwerk im Münchner Stadtteil Solln.

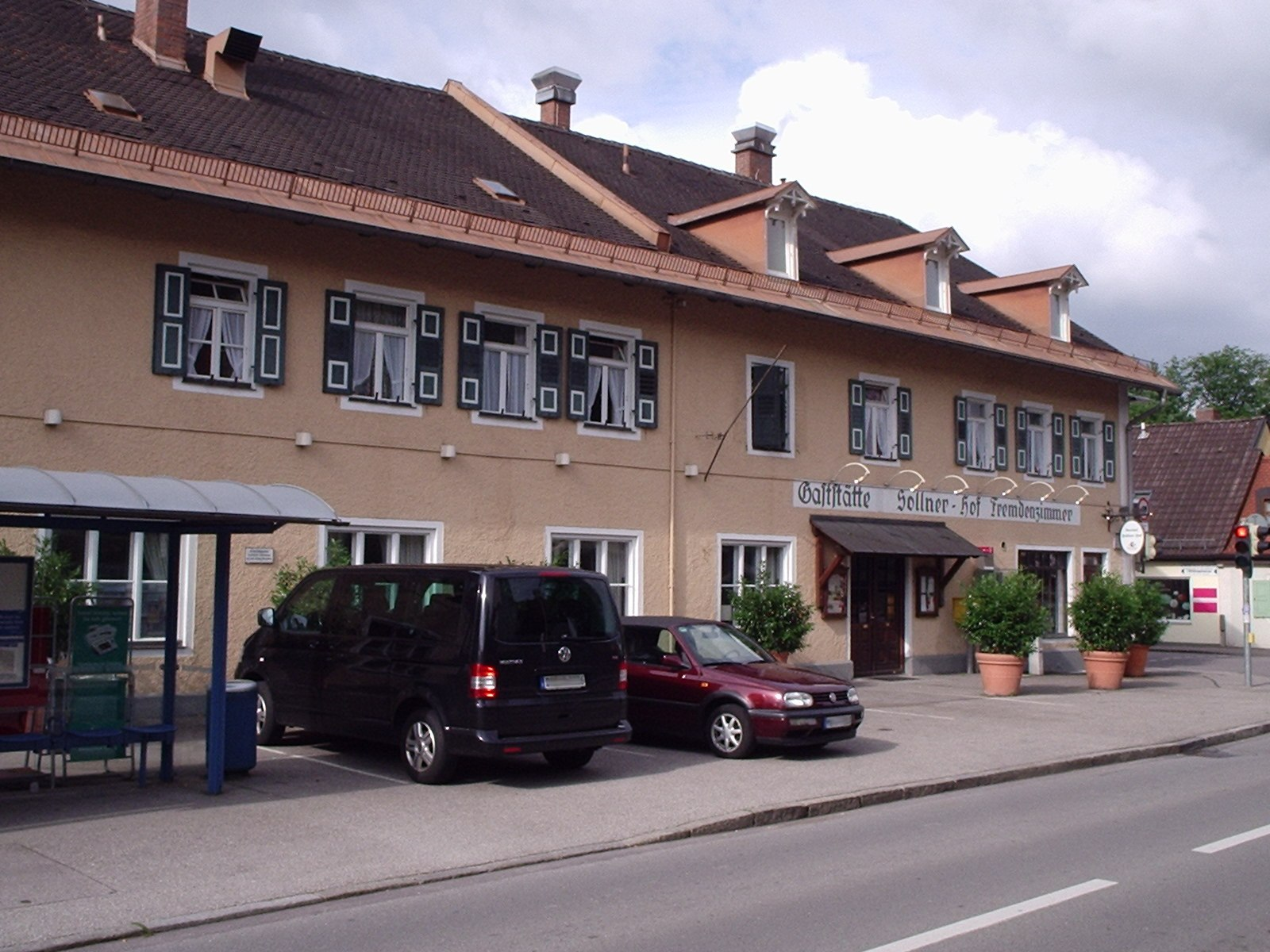
Gasthof Sollner Hof

## Lage
Der Gasthof liegt an der Herterichstraße 63/65 gegenüber der alten Sollner Kirche. Er ist ein Teil des historischen Dorfkerns von Solln.

## Geschichte
An der Stelle des Gasthofs befand sich bereits seit langer Zeit ein Bauernhof. 1571 wurde der ehemals dort befindliche Hof in einer Urkunde als Gut des Klosters Andechs genannt. Der Hof wurde im Dreißigjährigen Krieg zerstört. Später befand sich dort der Sämerhof, in dem sich seit dem späteren 19. Jahrhundert eine Gastwirtschaft befand. Das Gebäude wurde 1892 bei einem großen Brand in Solln fast vollständig zerstört. Danach wurde das heute bestehende Gebäude errichtet und durch mehrmalige Umbauten in einen reinen Gasthof mit Gästezimmern im ersten Stock umgewandelt. Neben dem Gasthof wurde 1971 ein modernes Hotelgebäude errichtet, das Hotel Sollner Hof.

## Bauwerk
Das langgestreckte Gebäude stellt sich im ländlichen Stil dar. Es wurde nach dem Brand 1892 nahezu vollständig neu gebaut. Es besitzt ein Satteldach und zwei Stockwerke.